# Фондовая биржа Молдовы
Фондовая биржа Молдовы (рум. Bursa de Valori a Moldovei) — фондовая биржа, расположенная в столице Молдавии — Кишинёве.

## История
Биржа была учреждена в декабре 1994 года согласно Закону об обращении ценных бумагах и фондовых биржах. Первые торги были проведены 26 июня 1995 года.

## Листинг на бирже
По состоянию на 2 мая 2010 года листинг на бирже имеют акции 13 компаний:
1. Banca de Economii
2. Efes Vitanta Moldova Brewery
3. Ipteh
4. Moldindconbank
5. Moldova Agroindbank
6. Mobiasbanca — Groupe Société Générale
7. Victoriabank
8. Banca Sociala
9. Universcom
10. Basarabia Nord
11. DAAC Hermes
12. Floarea Soarelui
13. Supraten